# Teoria dell'utilità attesa
La teoria dell'utilità attesa si basa sull'ipotesi che l'utilità di un agente in condizioni di incertezza possa essere calcolata come una media ponderata delle utilità in ogni stato possibile, utilizzando come pesi le probabilità del verificarsi dei singoli stati come stimate dall'agente. L'utilità attesa è dunque un valore atteso secondo la terminologia della teoria della probabilità. Per determinare le utilità secondo questo metodo il decisore deve essere in grado di ordinare le proprie preferenze per quanto riguarda le conseguenze delle diverse decisioni. Secondo la teoria, se un agente preferisse A a B e B a C, allora dovrebbero obbligatoriamente esistere delle probabilità tali per cui l'individuo sarebbe indifferente tra ottenere B con certezza o una lotteria in cui si può ottenere A oppure C con le suddette probabilità.
Si deve a Daniel Bernoulli, nel 1738, la prima formulazione per iscritto di quest'ipotesi, come metodo per risolvere il Paradosso di San Pietroburgo.  Nel teorema dell'utilità attesa, von Neumann e Morgenstern dimostrano che ogni relazione di preferenza "normale" definita su un insieme finito di stati può essere scritta come un'utilità attesa che, per questo, è anche detta utilità di von Neumann - Morgenstern.